# Tukaram

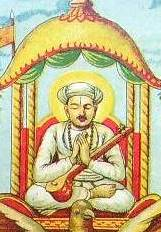
Sant Tukaram

Tukaram (dewanagari तुकाराम), Tuka (तुका), (ur. ok. 1608, zm. ok. 1650) – siedemnastowieczny indyjski mistyk i poeta, tworzący w ojczystym języku marathi. Bywa często wiązany z religijnymi ruchami swej epoki: bhakti, ruchem santów, a zwłaszcza bhagawatów – ruchem zapoczątkowanym przez Namdewa.